# Saint-Georges-d’Annebecq
Saint-Georges-d’Annebecq település Franciaországban, Orne megyében. Lakosainak száma 167 fő (2022. január 1.). Saint-Georges-d’Annebecq Faverolles, Beauvain, La Chaux, Le Grais és Rânes községekkel határos.

## Népesség
A település népessége az elmúlt években az alábbi módon változott:
| Lakosok száma | 143  | 143  | 144  | 147  | 152  | 158  | 161  | 162  | 167  |
|               | 2013 | 2015 | 2016 | 2017 | 2018 | 2019 | 2020 | 2021 | 2022 |